# Ах, това мамбо
„Ах, това мамбо“ (на френски: Oh ! Qué mambo) е музикална комедия от 1959 година на режисьора Джон Бери с участието на Магали Ноел, Дарио Морено и Жан Поаре, копродукция на Франция и Италия.

## Сюжет
Мигел Монтеро (Дарио Морено) работи като касиер в банка. След като неволно подпомага обир на банката, той е уволнен. Мигел е талантлив певец и си намира работа в нощен клуб, където жъне успехи. Това което Мигел не знае е, че съпругата му Вивиан (Магали Ноел) е ухажвана от един италиански фитнес инструктор...

## В ролите
- Магали Ноел като Вивиан Монтеро
- Дарио Морено като Мигел Монтеро
- Жан Поаре като инспектор Сапен
- Мишел Серол като инспектор Видалие
- Алберто Сорди като Нандо
- Лила Роко като Магда
- Фредерик Дювал като потиснатият господин
- Жан Пареде като Никита
- Жак Бертран като портиера на кабарето
- Шарл Буило като агента
- Пол Деманж като кожухаря
- Пол Мерсей като учителя
- Робер Арну като Шове
- Жан Вал като Боб[3]